# GUZOO 神に見捨てられしもの
『GUZOO（グズー） 神に見捨てられしもの』は、1986年に日本でオリジナルビデオとして製作されたスプラッター・ホラー映画。

## 概略
ホラー雑誌『V-ZONE』誌面で企画され、本格的和製スプラッターを目指して製作。製作過程なども紙面で伝えられ、「ギニーピッグ」などを筆頭とする当時の和製スプラッターブームの真っ只中に発売された。なお、オープニングに「Part I」とあるが、『V-ZONE』休刊もあり、続編は製作されずに終わっている。2008年3月現在、ビデオ廃盤、DVD未発売。

## あらすじ
世に知られる生態系とは異なった進化をたどった生命体、GUZOO。それは意識を持ち、醜い姿と狂暴性から歴史の中でも封じ込められていた。しかし彼らは次から次へと生物への寄生を繰り返し、下等生物からヒューマノイドの姿へと変貌を遂げていた。

## 登場人物
高村美奈子
演 ‐ 石川裕見子
仲良し女子学生グループの一人。父は研究者であり、九条は父の助手であった。
川崎まゆみ
演 ‐ 丸山智子
仲良し女子学生グループの一人。
永井由香
演 ‐ 梶谷直美
仲良し女子学生グループの一人。プールで遊んでいた際、腕を切り裂かれる。
大沢克子
演 ‐ 小宮山京子
仲良し女子学生グループの一人。
九条朋子
演 ‐ 丸山秀美
考古学者。4人が遊びに来た別荘の管理者。地下の研究室に近づかれることを恐れる。

## スタッフ
- 監督・脚本：ガイラ
- 原案：松山仁、高貴準三
- 企画：照井公咲
- プロデューサー：松本洋二
- 撮影：大沢栄一
- 音楽：泉盛望
- 編集：菊地純一
- 衣装：魔耶
- 照明：保坂直宏
- 美術：小林正己
- 美術助手：國米修市
- 特殊美術：高貴準三
- モンスターデザイン：松山仁
- 特殊メイク：杉本末男
- 特殊効果：高岡淳夫
- 特撮：〈株〉創旺
- 制作：V ZONE